# أرتي غور
أرتي غور (بالإنجليزية: Artie Gore)‏ هو حكم كرة قاعدة ‏ أمريكي، ولد في 13 نوفمبر 1907 في كامبريدج في الولايات المتحدة، وتوفي في 29 سبتمبر 1986 في Wolfeboro, New Hampshire ‏ في الولايات المتحدة.